# مارشال بل
مارشال بل (انگلیسی: Marshall Bell؛ زادهٔ ۲۸ سپتامبر ۱۹۴۲) هنرپیشه اهل ایالات متحده آمریکا است. از فیلم‌هایی که وی در آن نقش داشته‌است، می‌توان به ویروس، کاپوتی، شجاع، سربازان سفینه، خاطرات عجیب و غریب و ریباند، فضانورد کشاورز، هواپیمایی آمریکا، در خدمت سارا، کله‌پوک‌ها، سوراخ، سکس و مرگ ۱۰۱، کارهایی که بعد از مرگت، هفت دقیقه در بهشت، سرگردان، گیلاس ۲۰۰۰، تعقیب، زندگی در حال نابودی، هملت ۲، بلوز مخفی، فصل پایانی، کت چرمی، عشق یک اسلحه است و نانسی درو اشاره کرد.